# 남춘천중학교
남춘천중학교(南春川中學校)는 대한민국 강원특별자치도 춘천시 온의동에 있는 공립 중학교이다.

## 학교 연혁
- 1981년 12월 2일 : 중학교 설립인가(18학급)
- 1982년 3월 5일 : 남춘천중학교 개교
- 2023년 6월 1일 : 제19대 배덕진 교장 부임
- 2025년 1월 6일 : 제41회 졸업식 246명(총 15,450명)
- 2025년 1월 5일 : 제8회 방송통신중학교 졸업식 56명(총 609명)
- 2025년 3월 4일 : 2025학년도 입학식(262명 입학)
- 2025년 3월 9일 : 2025학년도 방송통신중학교 입학식(57명 입학)

## 참고 자료
- 남춘천중학교 - 한국교육학술정보원 학교알리미